# 本源书

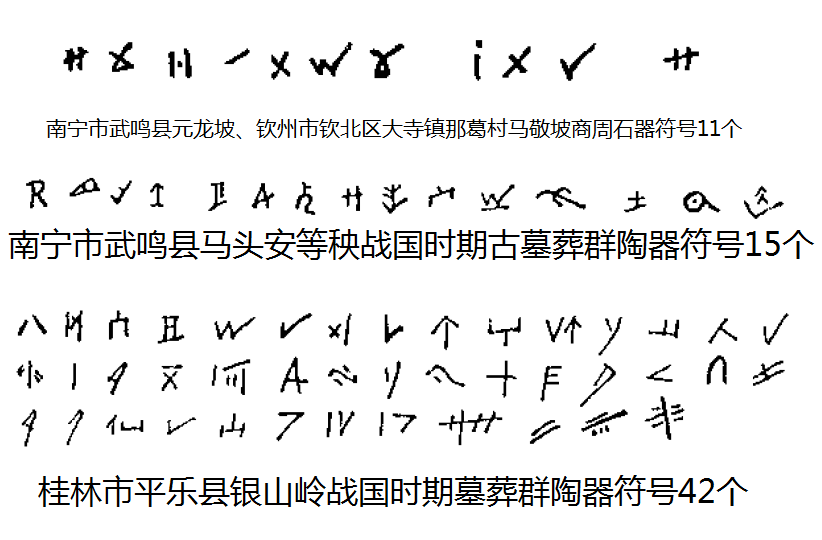
广西武鸣、平乐、钦州出土先秦石器、陶器刻画文、刻画符号示例

本源书又作本源字（國際音標: /θaɯ˨˦kok/，“根书”、“根源字”）是壮族创世神话传说《布洛陀·造火》篇中记载到的一种传说文字。根据记载，布洛陀神从天上同时带给了人类文字与火，这种文字称作“根书”或“本源书”，有四千多个字符，为象形文字。但因人们不熟悉火的性能，将本源书储藏在屋檐之下，结果引发了一场火灾，烧毁了本源书，如此失去了文字。梁庭望、覃圣敏等学者认为这可能是壮族在没有文字的期间对上古时期已经消失的民族文字的朦胧记忆的表现。
刻画字、刻画文字（/θaɯ˨˦weː˧/，“刻画字”，/θaɯ˨˦waː˨˦/，“虫字”）指的是在今广西壮族自治区中西部在文物上发现的刻划符号。一些学者认为可能是用于书写上古当地原著民族的语言的一种原始的表意文字，可能是上古壮民族的一种自源文字。兴于岭南地区（以广西为主）的新石器时期至青铜器时期（相当于中原地区的先秦时期），最早的例子与中原商代同期，并见于出土的石器、陶器、铜器。这些刻画文字具有象形文字的特征，但因出土材料的匮乏，且多为零星残书，致使目前尚未解读，亦不清是否达到表意文字的标准。刨除重复的符号，目前发现约四百余个不重复的符号。其风格近似于浙江河姆渡遗址器物、上海马桥遗址第五层陶器、太湖新石器时代晚期陶器、清江吴城商代遗址陶器、以及广东古越人遗物上的符号。大约在秦、汉时期，随着汉族文化在岭南的渗入，以及履行“书同文”政策的背景下，壮族失去了文字，秦汉至唐宋之间，未再见有刻画文字的痕迹。唐宋时期，壮族籍借汉字的字型结构以及“六书”的造字方法，创造了派生文字——“方块壮字”，又作“土俗书”、“古壮字”等（/θaɯ˨˦ɗip/，“生字”）。